# Geoffrey Iden
Geoffrey Lionel „Geoff” Iden (ur. 8 października 1914 w Stepney w Londynie, zm. 12 stycznia 1991 w Southend-on-Sea) – brytyjski lekkoatleta, długodystansowiec.
Podczas igrzysk olimpijskich w Helsinkach (1952) zajął 9. miejsce w maratonie. Na mistrzostwach Europy w Bernie (1954) był 6. w tej samej konkurencji.

## Rekordy życiowe
- Bieg maratoński – 2:25:51 (1952)